# Hickory 250 1966
Hickory 250 1966 var ett stockcarlopp ingående i Nascar Grand National Series (nuvarande Nascar Cup Series) som kördes 3 april 1966 på den 0,4 mile (644 meter) långa ovalbanan Hickory Motor Speedway i Hickory i North Carolina. Totalt avverkades 100 miles (160,934 km) fördelat på 250 varv. Banunderlaget var dirt. Loppet vanns av David Pearson i en Dodge på tiden 1:27.41 körande för Cotton Owens. Pearsons snitthastighet var 68,428 mph. Prispotten uppgick till 5 340 dollar, varav 1 000 dollar gick till segraren.

## Resultat
| Plc     | Nr | Förare          | Team/ bilägare              | Konstruktör | Start | Varv | Ledda varv |
| ------- | -- | --------------- | --------------------------- | ----------- | ----- | ---- | ---------- |
| 1       | 6  | David Pearson   | Cotton Owens                | Dodge       | 4     | 250  | 73         |
| 2       | 46 | Curtis Turner   | Wood Brothers Racing        | Ford        | 4     | 250  | 31         |
| 3       | 21 | Bobby Isaac     | Junior Johnson & Associates | Ford        | 5     | 248  | 0          |
| 4       | 11 | Ned Jarrett     | Bondy Long                  | Ford        | 3     | 248  | 138        |
| 5       | 02 | Paul Goldsmith  | Bob Cooper                  | Plymouth    | 8     | 247  | 0          |
| 6       | 64 | Elmo Langley    | Langley-Woodfield Racing    | Ford        | 1     | 246  | 1          |
| 7       | 70 | J.D. McDuffie   | McDuffie Racing             | Ford        | 14    | 238  | 0          |
| 8       | 61 | Toy Bolton      | Toy Bolton                  | Chevrolet   | 10    | 237  | 0          |
| 9       | 9  | Roy Tyner       | Truett Rodgers              | Chevrolet   | 21    | 237  | 0          |
| 10      | 43 | Richard Petty   | Petty Enterprises           | Plymouth    | 16    | 236  | 7          |
| 11      | 66 | Wayne Woodward  | Wayne Woodward              | Chevrolet   | 9     | 235  | 0          |
| 12      | 19 | J.T. Putney     | J.T. Putney                 | Chevrolet   | 13    | 234  | 0          |
| 13      | 97 | Henley Gray     | Gray Racing                 | Ford        | 24    | 228  | 0          |
| 14      | 34 | Wendell Scott   | Scott Racing                | Ford        | 20    | 226  | 0          |
| 15      | 20 | Clyde Lynn      | Negre Racing                | Ford        | 19    | 224  | 0          |
| 16      | 18 | Stick Elliott   | Toy Bolton                  | Chevrolet   | 11    | 212  | 0          |
| 17      | 88 | Buddy Baker     | Buck Baker Racing           | Chevrolet   | 17    | 202  | 0          |
| 18      | 55 | Tiny Lund       | Lyle Stelter                | Ford        | 12    | 123  | 0          |
| 19      | 45 | Cale Yarborough | Seifert Racing              | Ford        | 22    | 121  | 0          |
| 20      | 53 | Jimmy Helms     | David Warren                | Ford        | 23    | 96   | 0          |
| 21      | 95 | Gene Cline      | Gene Cline                  | Ford        | 25    | 96   | 0          |
| 22      | 59 | Tom Pistone     | Pistone Racing              | Ford        | 6     | 89   | 0          |
| 23      | 74 | Gene Black      | Gene Black                  | Ford        | 18    | 87   | 0          |
| 24      | 77 | Joel Davis      | Harold Mays                 | Plymouth    | 15    | 84   | 0          |
| 25      | 04 | John Sears      | DeWitt Racing               | Ford        | 7     | 65   | 0          |
| 26      | 87 | Buck Baker      | Buck Baker Racing           | Oldsmobile  | 26    | 21   | 0          |
| Källor: |    |                 |                             |             |       |      |            |